# Euplexia benesimilis
Euplexia benesimilis là một loài bướm đêm trong họ Noctuidae.